# Канале (Авелино)
Канале је насеље у Италији у округу Авелино, региону Кампанија.
Према процени из 2011. у насељу је живело 229 становника. Насеље се налази на надморској висини од 517 м.